# Gitta Escher
Gitta Escher (n. 18 martie 1957, Nordhausen, Republica Democrată Germană, Germania) este o gimnastă artistică ce a reprezentat Republica Democrată Germană, medaliată olimpică. A participat la o ediție a Jocurilor Olimpice (1976) în care a câștigat o medalie de bronz.

## Participări
Lista de mai jos prezintă principalele competiții la care a participat Gitta Escher de-a lungul carierei.
- gymnastics at the 1976 Summer Olympics – women's artistic team all-around[*]